# Gug (creatura)
I Gug sono una razza di giganti scaturita dalla fantasia dello scrittore horror Howard Phillips Lovecraft. Vengono descritti nel racconto Alla ricerca del misterioso Kadath (1927).

## Descrizione fisica
Alti oltre sei metri, i Gug sono ricoperti da una folta pelliccia nera e hanno un'enorme bocca che si apre verticalmente per tutta la lunghezza della testa e da cui spuntano delle zanne gialle. Le loro enormi zampe sono equipaggiate con artigli acuminati; i loro occhi sono rosa, sporgenti e protetti da protuberanze ossee su cui spuntano delle grosse setole; inoltre hanno un doppio avambraccio per ogni arto superiore

## Caratteristiche generali
I Gug non sono in grado di parlare o emettere alcun tipo di suono, quindi comunicano solamente attraverso le espressioni facciali.
Essi vennero banditi dalla Foresta Incantata per mano dei Grandi Antichi, a causa di un'innominabile blasfemia commessa dai gug stessi. Ora risiedono in ciclopiche torri cilindriche edificate in una terrificante città sotterranea. Poco distante, un colossale monolite segnala la presenza del cimitero dei gug.
Al centro di questa città svetta la "Torre di Koth", che contiene una scalinata che conduce alla Foresta Incantata del Mondo dei Sogni. L'accesso a questa dimensione superiore è però bloccato da un gigantesco macigno. A causa di un maleficio degli dei, nessun gug può rimuovere il macigno e accedere alla Foresta, anche se nulla impedisce loro di arrampicarsi fino in cima alla torre.
I gug danno la caccia ai ghast che vivono nella "Cripta di Zin" (prima della cacciata dal Mondo dei Sogni, questi giganti erano noti per l'abitudine di divorare i sognatori che gli capitavano a tiro). Se in numero sufficiente, i ghast possono a loro volta predare i gug. Questi ultimi amano organizzare grandi banchetti e, una volta sazi, si ritirano a dormire nelle loro torri.